# Kafr Aqab
Kafr Aqab (en árabe: عقب) es una localidad palestina ubicada al norte de Jerusalén. Según el sistema administrativo palestino, Kafr Aqab es un municipio de la Gobernación de Jerusalén, mientras que según el sistema administrativo israelí, gran parte de esta localidad conforma el barrio más septentrional de Jerusalén y una pequeña parte de su ciudad vieja queda en Cisjordania. Aunque según la ley israelí es parte del municipio de Jerusalén, la construcción del muro de separación de Cisjordania separó Kafr Aqab de esta ciudad y, desde entonces, los habitantes de la ciudad pagan impuestos en Israel pero no reciben ningún tipo de servicio municipal. En 2019 se calculaba su población en torno a los 60.000 o 70.000 habitantes.

## Etimología
El nombre de Kafr Aqab proviene de un viajante otomano llamado Kafeer que pernoctó en un manantial cercano con su caravana. La palabra 'Aqab (permanecer), unida al nombre del viajero, acabó conformando el topónimo de la localidad.

## Geografía
El término municipal de Kafr Aqab se expande sobre 6.665 dunams (6,665 km²), de los que 1.398 son terreno urbano, 1.247 tienen un uso agrícola y otros 2.207 fueron expropiados por Israel para la construcción del asentamiento de Kokhav Ya'akov.
Kafr Aqab se encuentra a 11,2 kilómetros al norte de Jerusalén y a 2 kilómetros al sureste de Ramala. Desde el punto de vista israelí es el barrio más septentrional de Jerusalén.
Está limitado por los municipios de Burqa hacia el este, Al Bireh hacia el norte, Rafat y Kalandia hacia el oeste y Al-Ram, Kalandia y su campamento de refugiados hacia el sur.
Kafr Aqab se halla a 764 metros por encima del nivel del mar y tiene una pluviosidad media anual de 541,2 mm, una temperatura media de 16 °C y una humedad media anual del 61%.

## Historia
El Estudio sobre Palestina Occidental del Fondo para la Exploración de Palestina sugirió que Kafr Aqab fue la aldea cruzada de Kefreachab, una de las 21 aldeas otorgadas como feudo por el rey Godofredo de Bouillón a la Iglesia del Santo Sepulcro. Otras fuentes datan sus orígenes a comienzos del siglo XVII.

### Época otomana
En 1517, el Imperio Otomano conquistó Kafr Aqab junto con el resto de Palestina, y en un registro de impuestos  otomano de 1596 aparecía escrito como Kafr 'Aqba, perteneciente a la nahiya de Jabal Quds, en el liwa de Al-Quds. Su población era 47 hogares, todos ellos  musulmanes, y pagaban una tasa fija de impuestos del 33,3% sobre productos agrícolas, incluidos el trigo, la cebada, los olivos, las viñas, los frutales, cabras y colmenas y una serie de "ingresos ocasionales", lo que daba un total de 3100 akçe.
En 1838, Edward Robinson visitó Kafr Aqab durante sus viajes por la región, anotando que se trataba de un pueblo musulmán que formaba parte del distrito de El-Kuds.
Un listado oficial de aldeas otomanas de alrededor de 1870 lo denominaba Kefr 'Akab y reflejaba que tenía 15 hogares y una población de 65 habitantes, aunque este censo solo incluía a los hombres. En 1883, el Estudio sobre Palestina Occidental lo describió como "una pequeña aldea en la ladera de una colina con algunos olivos."
En 1896, la población de Kefr 'akab se calculaba en unas 135 personas.

### Mandato británico de Palestina
En el censo de Palestina de 1922, llevado a cabo por las autoridades del Mandato británico de Palestina, Kafr Aqab tenía una población de 189 habitantes, todos ellos musulmanes. Esta población había crecido en el censo de 1931 hasta los 250 habitantes, una vez más todos musulmanes, que vivían en 59 casas.
En un estudio oficial de población y tierras realizado en 1945, la población de Kafr Aqab era de 290 habitantes, todos ellos musulmanes, y la superficie de la localidad era de 5.472 dunams (5,472 kilómetros cuadrados). De ellos, 829 dunams se usaban para plantaciones y regadíos, 2.736 para el cultivo de cereales, mientras que otros 10 dunams tenían la consideración de terreno urbano.

### Ocupación jordana
Tras los Acuerdos de Armisticio de 1949, que ponían fin a la guerra árabe-israelí de 1948, Kafr Aqab quedó bajo un régimen de ocupación jordana. Aunque Jordania se anexionó Cisjordania en 1950, este movimiento no tuvo prácticamente ningún reconocimiento a nivel internacional. En un censo de 1961, la población de Kafr Aqab era de 410 personas.

### Ocupación israelí

Mapa de Jerusalén Este. Kafr Aqab se encuentra al norte, lindando con Ramala.

La victoria israelí en la Guerra de los Seis Días de 1967 llevó aparejada la conquista y ocupación militar por parte de Israel de Cisjordania (incluida Kafr Aqab), la Franja de Gaza, Jerusalén Este, los Altos del Golán y la Península del Sinaí. De acuerdo con la ONU, todos estos territorios siguen a día de hoy bajo un régimen de ocupación militar israelí, salvo en el caso de la Península del Sinaí, que fue devuelta a Egipto en el marco de los Acuerdos de Paz de Camp David en 1978. La población de Kafr Aqab en el censo israelí de 1967 era de 287 habitantes, de los que 8 vivían en territorio israelí.
Poco después de tomar el control de la localidad, Israel la incorporó, junto con otras muchas localidades palestinas, al término municipal de Jerusalén. Uno de los motivos para la incorporación de Kafr Aqab al municipio de Jerusalén fue la cercanía del aeropuerto de Atarot, cuyas tierras Israel quería incluir dentro de los límites jerosolimitanos. En 1981, Israel se anexionó unilateralmente Kafr Aqab junto con el resto de Jerusalén Este, un movimiento que no ha sido reconocido por ningún país del mundo y que recibió una amplia condena de la comunidad internacional. Israel ha confiscado más de un tercio de la superficie de Kafr Aqab (2.037 dunams) para construir el asentamiento israelí de Kokhav Ya'akov. Todos los asentamientos israelíes son ilegales según el derecho internacional.
Según el censo de la Oficina Central de Estadísticas de Palestina, Kafr Aqab tenía una población de 10.411 habitantes en 2006. Un censo de su homóloga israelí realizado en 2010 cifraba la población en 14.315 habitantes. En 2007, el diario británico The Daily Telegraph describía Kfar Aqab como un suburbio de clase media, y la mezquita al-Faruq ofrecía clases semanales sobre las enseñanzas del Islam del grupo panislamista Hizb ut-Tahrir.
La situación actual de Kafr 'Aqab es muy particular: aunque Israel se la anexionó en 1981, quedó posteriormente separada del resto de Jerusalén por el muro de separación de Cisjordania, construido por la propia Israel desde el año 2003. Así pues, aunque sus ciudadanos siguen pagando impuestos a Israel y poseen permisos de residencia en este país, los servicios y los inspectores municipales nunca llegan más allá del muro, lo que crea "una pesadilla para la planificación y un sueño para el constructor". Por este motivo, dado que Israel no proporciona ningún servicio a la ciudad, Kafr Aqab lleva más de una década "sufriendo un deficiente planeamiento urbano, inadecuadas infraestructuras públicas y una anarquía rampante (...). Hay basura apilada por toda Kafr Aqab, socavones por todas partes, muchas carreteras están sin asfaltar y las aceras son escasas, muchos edificios residenciales se construyen contraviniendo la normativa, y no hay oficinas postales ni parques. A menudo, los coches aparcan bloqueando el camino de otros coches, los albañiles dejan el material de construcción en mitad de la calle, el agua del alcantarillado se filtra regularmente a la superficie de algunas carreteras y el único hospital es una maternidad". Dado que no hay hospitales en la localidad, la atención sanitaria de Kafr Aqab se realiza en Al-Ram, en Ramala o en Al Bireh. La calidad y resistencia de los edificios construidos en Kafr Aqab, que no se ciñen a ningún código de seguridad dada la ausencia de inspectores, preocupa especialmente a sus vecinos. Los habitantes se quejan también de que ni la policía ni los bomberos hacen acto de presencia en la localidad, y esto ocasiona enormes atascos de tráfico que hacen que el trayecto hacia el paso de Kalandia, a dos kilómetros de distancia, requiera hasta dos horas de tránsito. En una situación parecida se encuentran también los barrios de Shuafat, Ras Jamis, Ras Shehada, Dahiyat al-Salam y parte de Isawiya.
Por otro lado, la anexión israelí de Kafr Aqab afectó a gran parte del municipio, pero no a su totalidad, por lo que la pequeña porción que queda en Palestina (en torno a un 10% del total, que corresponde a parte de la ciudad vieja) está gestionada por la Autoridad Nacional Palestina, que afirma que sí proporciona limitados servicios a todos los habitantes de la localidad, aunque algunos de sus habitantes se quejan de que no es suficiente. El ayuntamiento de Kafr Aqab se encuentra en la sección palestina del municipio. La población se ha multiplicado enormemente en la última década por la situación paradójica en la que se encuentra la localidad, puesto que se trata de una de las pocas ubicaciones en las que pueden residir legalmente las parejas palestinas en las que el marido es jerosolimitano y la esposa cisjordana, o viceversa. Al tratarse, según la ley israelí, del término municipal de Jerusalén, los habitantes palestinos con carné de residencia en Israel no perderían su derecho de residencia, mientras que al no ejercerse ningún control israelí sobre la misma, los habitantes palestinos de Cisjordania pueden residir en ella sin mayores problemas. Un artículo de The Times of Israel cifraba la población de Kafr Aqab en torno a los 60.000 o 70.000 habitantes en junio de 2019.
La negativa de la policía israelí a actuar al otro lado del muro de separación le ha otorgado una fama de ciudad anárquica y sin ley. A comienzos de 2021, un triple asesinato en la localidad hizo que docenas de policías palestinos se adentrasen en ella para realizar detenciones.

## Educación
En 2012 había 6 escuelas en Kafr Aqab; dos de ellas estaban administradas por la Autoridad Nacional Palestina y las cuatro restantes por entidades privadas. Por aquella época había 3.157 alumnos, 185 profesores y 112 aulas en la localidad.